# 大釜バイパス
大釜バイパス（おおがまバイパス）は、岩手県滝沢市を通る国道46号（岩手県道1号盛岡横手線・岩手県道16号盛岡環状線との重複区間）のバイパス道路である。

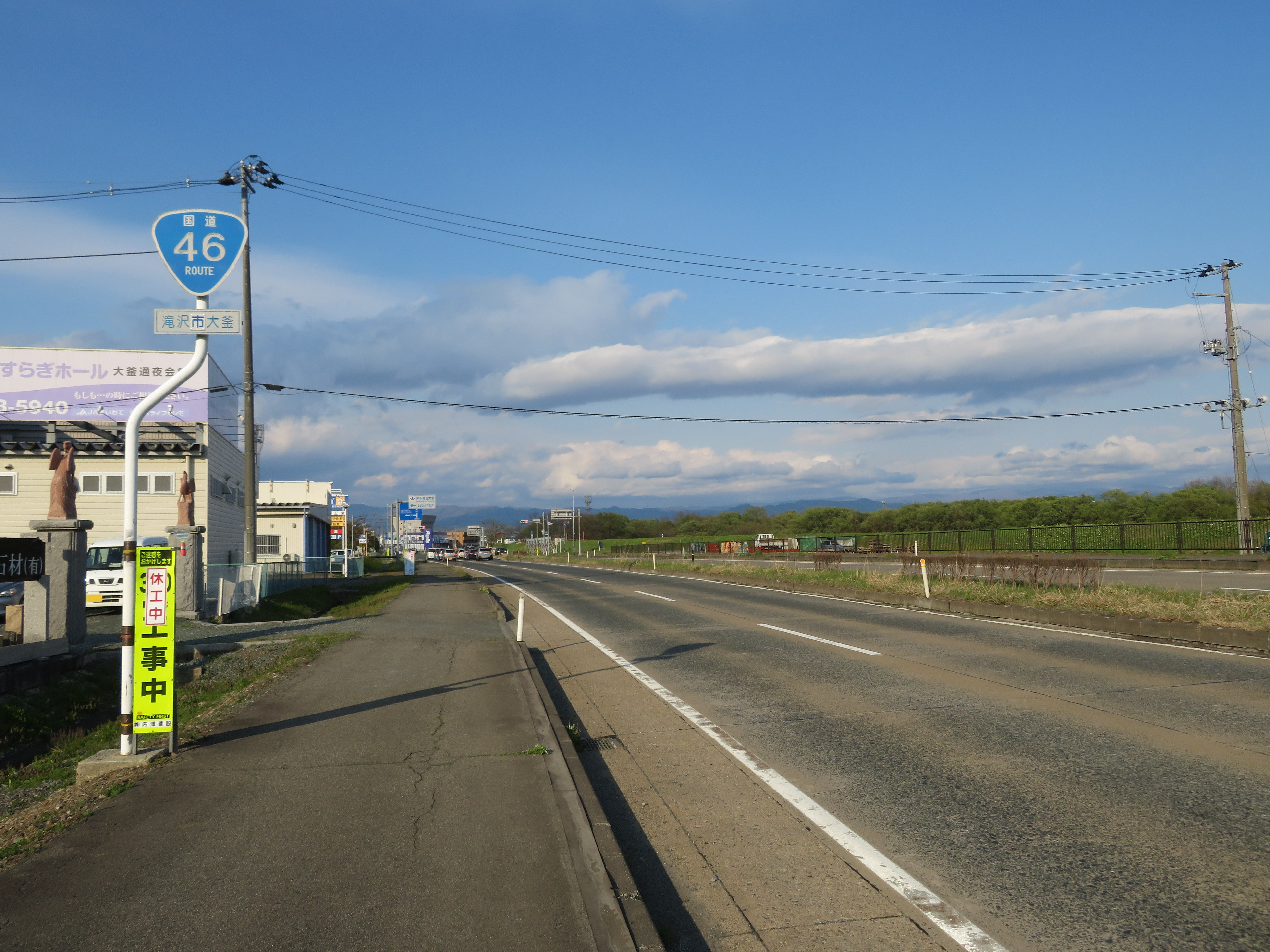
岩手県滝沢市大釜付近

## 概要
大釜地区のセンターラインのない狭い道路を改善するために建設された片側2車線の全面コンクリート舗装の道路である。旧道は滝沢市道（本道路開通当時は滝沢村道）に格下げされている。

### 路線データ
- 起点：滝沢市大釜大畑（大釜バイパス東口交差点）
- 終点：滝沢市大釜小戸（大釜バイパス西口交差点）

## 地理

### 交差する道路
- 岩手県道130号大釜停車場線（滝沢市大釜土井尻・大釜駅入口交差点）